# باول ميتشيل
باول ميتشيل (بالإنجليزية: Paul Mitchell)‏ (20 أكتوبر 1971 ببورنموث في المملكة المتحدة - ) هو لاعب كرة قدم بريطاني في مركز الوسط. لعب مع نادي باري تاون يونايتد ونادي بورنموث ووست هام يونايتد ونادي توركي يونايتد.

## وصلات خارجية
- باول ميتشيل على موقع قاعدة بيانات كرة القدم.إي يو (الإنجليزية)
- باول ميتشيل على موقع Soccerbase.com (لاعب) (الإنجليزية)
- باول ميتشيل على موقع عالم كرة القدم.نت (الإنجليزية)